# Kaftan

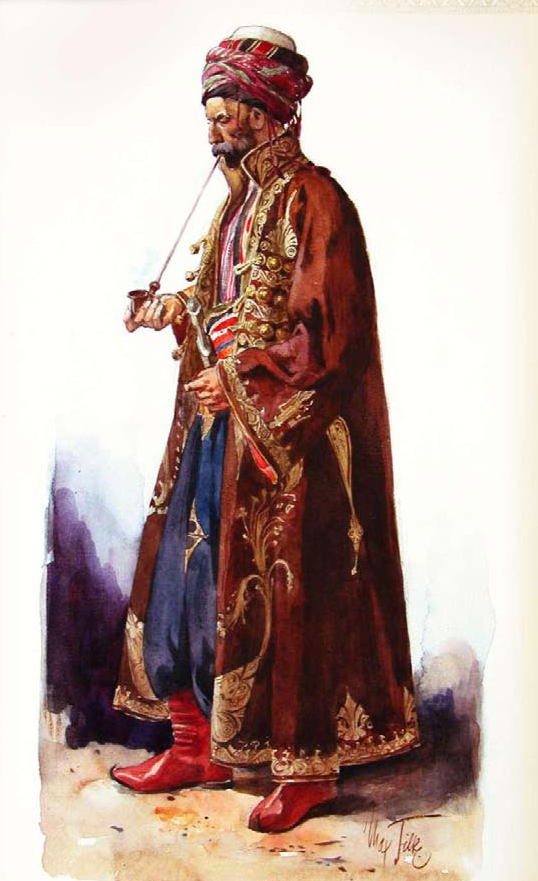
Mit Knoten-Stickereien verzierter Kaftan, nach Max Tilke, um 1920

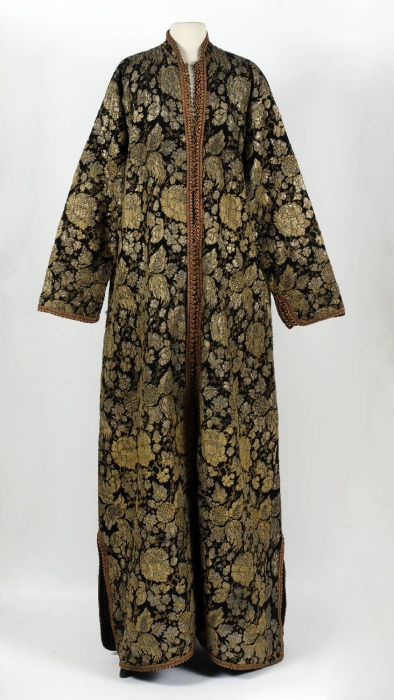
Marokkanischer Kaftan, vor 1968

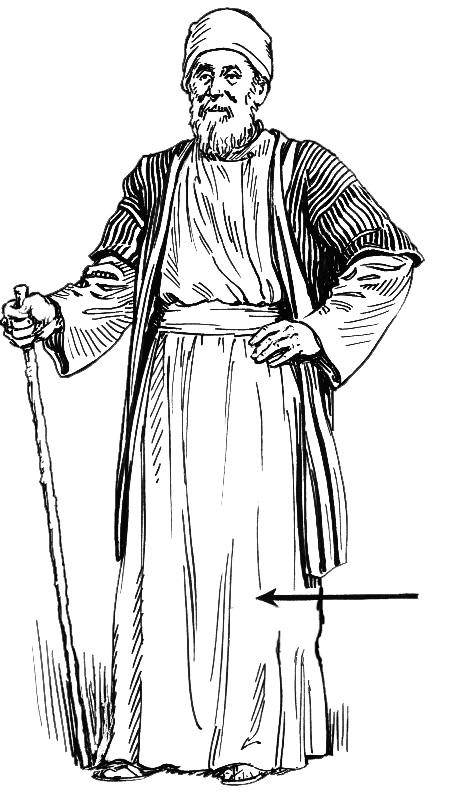
Ein Mann mit Kaftan

Der Kaftan (spätestens im 17. Jahrhundert ins Deutsche entlehnt aus türkisch kaftan, von arabisch قفطان, DMG qufṭān, persisch ġaftān, unter dem Panzer zu tragendes Gewand) ist ein langes Woll- oder Seidenhemd aus Brust- und Rückenstück, das über den Hüften gegürtet wird. Gewöhnlich trugen Männer den Kaftan bis zu den Kniekehlen, Frauen bis zu den Knöcheln.
Der Kaftan ist noch heute ein gängiges Kleidungsstück in Zentralasien. Fotografien aus dem Wien der 1920er Jahre überliefern, dass der Kaftan dort auch von zugewanderten Juden getragen wurde. Bei den Juden in Osteuropa war der Kaftan ein traditionelles Kleidungsstück. In Form und Funktion entspricht er der altrömischen Tunika.
Von den osmanischen Sultanen getragene Kaftane bilden heute eine außergewöhnliche Sammlung im Topkapi-Palast. Einige davon waren so kostbar, dass sie als Belohnung an hohe Würdenträger und siegreiche Generäle während ausgesuchter religiöser Feste vergeben wurden.
Kaftane waren auf der Frontseite und den Ärmeln oft bestickt. Im Rahmen der allgemeinen Bekleidungsvorschriften im Osmanischen Reich gab es eine strikte Hierarchie der Farben, Muster, Bänder und Knöpfe entsprechend dem Rang der Person, die den Kaftan trug.
Während im 14. Jahrhundert große Muster und dezente Farben benutzt wurden, wurden diese im nächsten Jahrhundert kleiner und kräftiger. In der zweiten Hälfte des 17. Jahrhunderts waren Kaftane aus Stoffen mit yollu – vertikale Streifen mit verschiedenen Stickereien und kleinen Mustern – die wertvollsten, die sogenannten „Selimiye“-Stoffe.
Die meisten dieser Textilien wurden in Istanbul und Bursa hergestellt, aber einige kamen auch aus Venedig, Genua, Persien, Indien und sogar China. Jeder Stoff hatte sehr spezielle Eigenschaften und wurde dementsprechend benannt: es gab Samt, Filz (aba), gerippte Rohseide (bürümcük), Satin (canfes), Velours (gatma), Moiré (gezi), Brokatstoff (diba), Seide (kemha) und viele andere. Die am meisten benutzten Farben waren China-Blau, Türkischrot, Violett, pişmis ayva (gekochte Quitte) und Safran-Gelb.
In Russland trugen Männer früher einen Kaftan (auch russisch ochaben oder odnorjadka) genannten, langen taillierten Mantel, häufig mit eng anliegenden Ärmeln.

## Vergleichbare traditionelle Männerobergewänder
- Galabija, knöchellanges Gewand der Männer in Ägypten, Sudan und anderen Ländern des Nahen Ostens
- Djellaba, von Männern und Frauen in Marokko getragen, im Unterschied zur Galabija mit langer Kapuze
- Derra’a, Männergewand in Mauretanien